# George Woolf
Starò con loro fino al giorno della mia morte.»
(George "The Iceman" Woolf)
George "The Iceman" Monroe Woolf (Alberta, 31 maggio 1910 – California, 4 gennaio 1946) è stato un fantino canadese di purosangue inglesi da corsa.
In suo onore nel 1950 è stato istituito il premio George Woolf Memorial Jockey Award, gara ippica che si svolge ogni anno al circuito ippico Santa Anita Park in California.
Nel 1938 Woolf sostituì Red Pollard, infortunato per un incidente in pista, cavalcando Seabiscuit e portandolo alla vittoria nel match denominato il duello del secolo contro il purosangue War Admiral.

## Biografia
George Woolf nasce in un ranch a Cardston, Alberta (Canada). Suo padre era un guidatore di diligenze e partecipava ai rodei mentre sua madre era una circense che eseguiva acrobazie sui cavalli. Dato gli esempi che aveva in casa, George ha contatti con i cavalli e comincia a cavalcarli negli ippodromi fin da bambino. In una prima gara in un circuito ippico in Montana (Stati Uniti d'America), Woolf si fece notare per il suo modo pulito di cavalcare diventando ben presto un fenomeno in campionati minori di corsa.

### Talento
Il talento di Woolf diventò subito leggendario nei circuiti delle gare ippiche. La sua peculiarità era la dinamica con la quale cavalcava. Il fantino infatti spronava i cavalli come se avesse un timer interno e riusciva a dare all'animale un ritmo di corsa e una cadenza perfetta. Questo ne aumentava progressivamente la velocità e lo portava a vincere la gara senza creare affanni all'animale. Per questo pregio di controllare le andature, Woolf non perse mai una gara al fotofinish per dieci anni consecutivi.
Un altro metodo di corsa di Woolf era quello di studiare attentamente gli avversari. Egli infatti memorizzava ogni dettaglio della pista, dei suoi concorrenti fantini e studiava a fondo ogni minimo particolare del cavallo rivale per immagazzinare più informazioni possibili che gli avrebbero consentito di sfruttare ogni lieve difetto o impedimento come vantaggio durante la corsa. Prima di ogni gara, il fantino chiudeva gli occhi e percorreva mentalmente la pista immaginando già la vittoria, una tecnica di training autogeno che alcuni atleti di disciplina ippica utilizzano ancora adesso. Il suo più grande rivale Eddie Arcaro, vincitore di un Kentucky Derby, lo considerava un perfezionista.

### The Iceman
Il talento di Woolf era considerato una cosa fuori dal normale per gli addetti al lavoro. Il suo coraggio in pista gli permetteva di non andare mai nel panico, nemmeno nei momenti di caos più difficili, cosa che nelle gare ippiche succedeva spesso. Questo suo modo di fare gli fece guadagnare il soprannome di "The Iceman" (letteralmente "l'uomo di ghiaccio"). Quando non cavalcava in pista, Woolf aveva il tipico atteggiamento da cowboy indossando cappelli a falda larga, decine di anelli alle dita e stivali tipici decorati con animali in argento. Nella sua carriera vinse novantasette gare tra le più prestigiose in America comprese la Hollywood Gold Cup Stakes all'Hollywood Park Racetrack (California), l'American Derby all'Arlington Park (Illinois) e la Belmont Futurity Stakes al Belmont Park (New York) per tre anni consecutivi. Woolf diventò celebre per essere stato il primo vincitore della Santa Anita Handicap nel 1935 dove gareggiò con un purosangue di nome Azucar portandosi a casa il montepremi di 100.000 dollari. Inoltre arrivò secondo per due volte al Kentucky Derby (Kentucky) e nel 1936 vinse la Preakness Stakes, altra gara ippica prestigiosa che si tiene al Pimlico Race Course di Baltimora, (Maryland). Nella vita privata aveva anche un discreto successo con le donne e nel 1931, all'età di 21 anni si sposò con una cameriera di nome Genevieve.

### L'amicizia con Red Pollard
All'inizio della sua carriera, Woolf divenne amico di Red Pollard, altro fantino canadese famoso per essere stato il fantino ufficiale di Seabiscuit. La loro amicizia era dovuta alla frequentazione di vari circuiti ippici in giro per l'America e per il Messico. Nel 1938 Woolf venne ingaggiato da Charles S. Howard, proprietario di Seabiscuit, sotto consiglio del suo allenatore Tom Smith che conosceva molto bene l'atteggiamento di Woolf e lo considerava l'unico sostituto adeguato per cavalcare il cavallo.
Pollard rimase vittima di un incidente in pista nel febbraio dello stesso anno e Woolf venne chiamato per gareggiare al secondo tentativo di Seabiscuit di vincere la Santa Anita Handicap in California, gara che il cavallo aveva già perso l'anno precedente. Woolf in quell'occasione promise a Pollard che se avesse vinto la gara avrebbe diviso con lui il montepremi che veniva dato al fantino, premio che consisteva in 10.000 dollari. Durante i giorni che precedettero la gara, ci fu un'ondata di maltempo che rese la pista impraticabile e Woolf e Seabiscuit si piazzarono al secondo posto. La gara fu vinta dal purosangue di nome Stagehand. Il 23 giugno del 1938 Pollard fu vittima di un altro incidente durante una sessione di allenamento, incidente che gli causò gravi lesioni ad una gamba. Woolf venne di nuovo ingaggiato al suo posto per partecipare ad un duello contro il campione della costa orientale War Admiral.

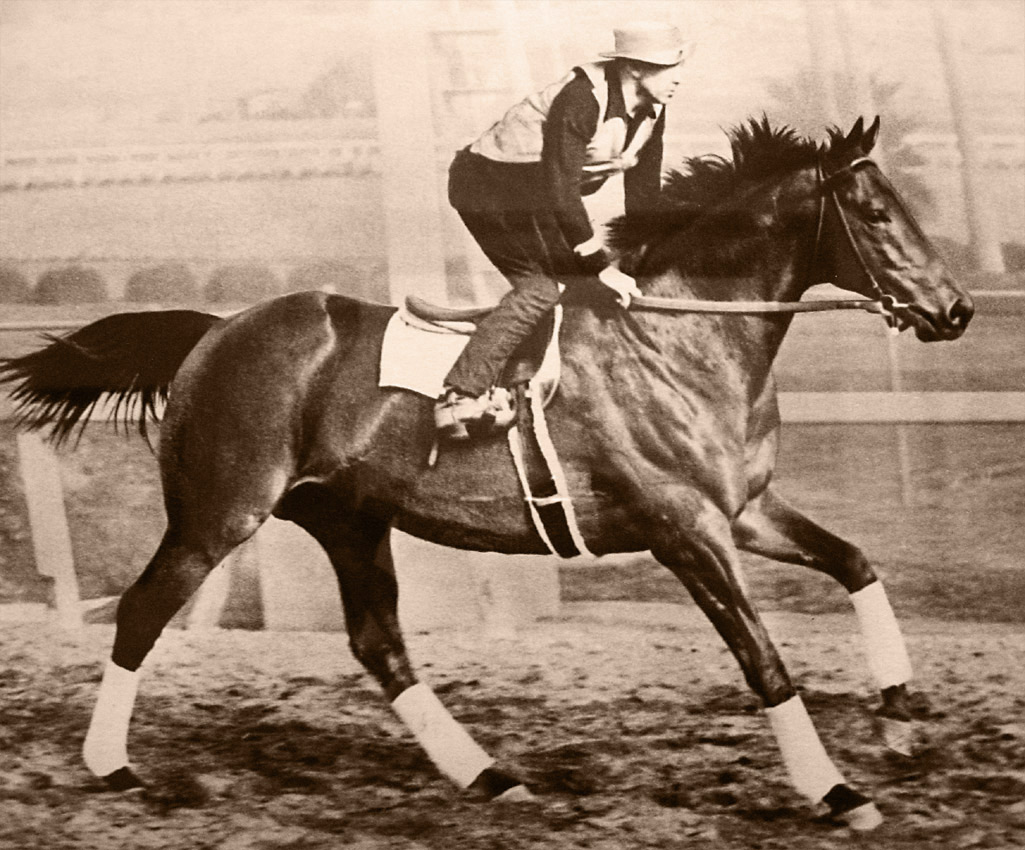
George Woolf monta Seabiscuit in allenamento

La gara si tenne il 1º novembre nel circuito della Pimlico Grade a Baltimora, in Maryland e venne denominata il duello del secolo. Migliaia di spettatori si riversarono nel circuito ippico e la gara fu seguita via radio da 40 milioni di ascoltatori
. Alla vigilia della competizione, Woolf si recò all'ospedale dove Pollard era ricoverato e chiese al suo amico di aggiornarlo su ogni minimo dettaglio che riguardasse il modo di gareggiare di Seabiscuit. Grazie ai consigli di Pollard, Woolf riuscì a vincere la gara di ben 4 lunghezze. Dopo questa vittoria, Woolf ha sempre considerato Seabiscuit il miglior cavallo con il quale abbia mai gareggiato.

### La malattia
Nonostante la sua grande capacità di vincere ogni gara alla quale partecipava, Woolf gareggiò la sua più importante competizione contro il diabete, malattia che lo debilitò e gli causò notevoli disagi. Woolf tenne segreto nel settore ippico la sua condizione per paura di non essere più ingaggiato. Infatti era affetto dal diabete di tipo 1. Alcuni suoi colleghi notarono che Woolf si addormentava spesso ed improvvisamente negli spogliatoi prima di gareggiare e questo fu considerato un effetto collaterale della malattia. Per combattere il suo disagio Woolf si curava iniettandosi giornalmente dell'insulina, ma la scoperta dell'insulina era avvenuta solamente dieci anni prima e le sperimentazioni riguardo alla quantità da iniettare non erano ancora precise e attente.
I medici non sapevano esattamente come tenere sotto controllo la malattia e l'unico consiglio che seppero dare a Woolf era quello di attenersi ad una dieta ricca di proteine, spingendolo a mangiare carni piuttosto che alimenti ricchi di carboidrati. Questo regime di alimentazione non era il più indicato per un fantino che deve regolare in maniera bilanciata il suo peso per poter gareggiare. Per questa condizione Woolf decise ad un certo punto della sua carriera di accettare solamente ingaggi per gare di prestigio, cosa che gli consentì di gareggiare annualmente tra le 150 e le 200 volte, rispetto alle gare alle quali partecipavano mediamente gli altri fantini che si aggiravano intorno alle 1.000 l'anno. Nonostante queste poche gare la percentuale di vittoria era sempre tra le più alte in classifica.

### L'ultima gara
Il 3 gennaio del 1946 Woolf partecipò alla sua ultima gara al Santa Anita Park. Quel giorno non era in gran forma e non doveva nemmeno gareggiare, ma un amico della sua scuderia non aveva un fantino. Chiese quindi a Woolf di gareggiare con il suo cavallo e Woolf, uomo con una spiccata generosità, acconsentì nonostante il malessere. Al primo turno della gara, Woolf fu vittima di un giramento di testa dovuto alla dieta che stava seguendo e all'andamento della malattia che gli causò uno sbandamento sulla sella. Durante la gara perse i sensi, cadde a terra sbattendo violentemente la testa e venne ricoverato in ospedale, dove morì il giorno dopo per una commozione cerebrale all'età di 35 anni.

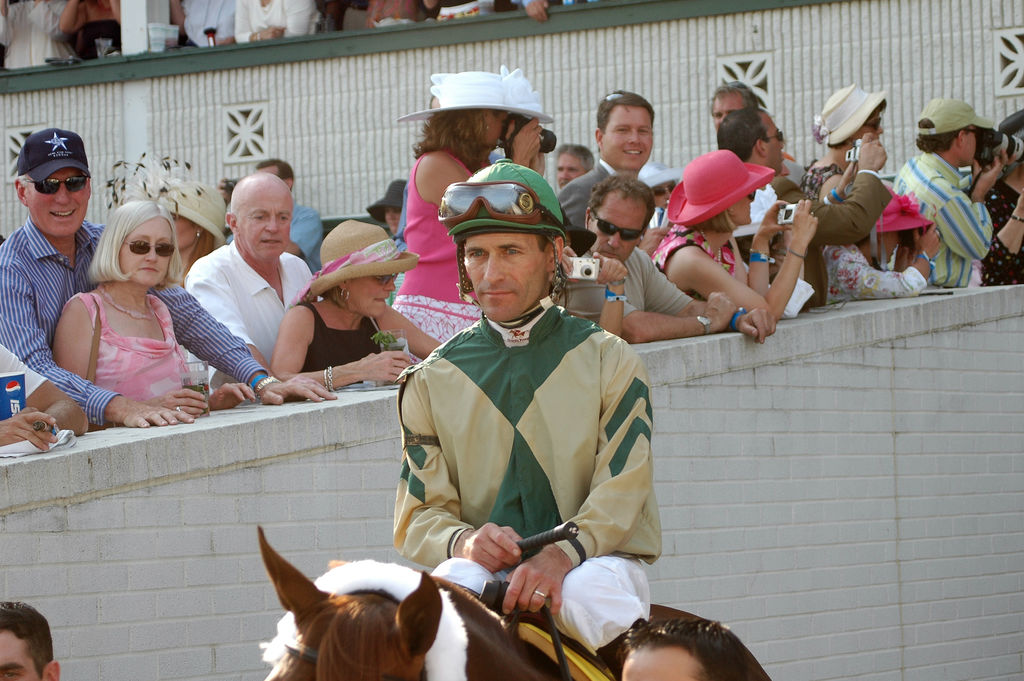
Gary L. Stevens, il fantino professionista che interpreta George Woolf in Seabiscuit - Un mito senza tempo

 Il suo funerale fu celebrato in una piccola chiesa e all'evento parteciparono 1.500 persone. Durante le esequie il famoso cantante country Gene Autry gli dedicò una canzone intitolata Empty Saddles in the Old Corral (tradotto letteralmente "selle vuote nel vecchio recinto").

## Traguardi sportivi
Woolf era considerato uno dei più grandi fantini ed aveva un seguito di ammiratori molto ampio. Alla notizia shock della sua prematura scomparsa la Jockeys' Guild (associazione Americana fantini) fece istituire in suo onore il premio George Woolf Memorial Jockey Award, gara ippica che si tiene ogni anno nel circuito ippico del Santa Anita Park in Arcadia (California) dal 1950. Durante la sua carriera, che durò dal 1928 al 1946, Woolf gareggiò 3.784 volte, vincendo 721 gare, arrivando secondo per 589 e terzo per 468 volte. È presente nella classifica del National Museum of Racing and Hall of Fame dal 1955, nella Canada's Sports Hall of Fame dal 1956 e nella Canadian Horse Racing Hall of Fame dal 1976.

## Omaggi
Dopo la sua morte al Santa Anita Park venne eretta una statua in suo onore. Woolf fu seppellito nel Forest Lawn Memorial Park a Glendale, California. Nel 2003 nel film Seabiscuit - Un mito senza tempo di Gary Ross, George Woolf fu interpretato da Gary L. Stevens, fantino professionista che vinse proprio nel 1996 il George Woolf Memorial Jockey Award.

## Morning Workout
Il 24 maggio del 2008 il nipote del proprietario di Seabiscuit, il colonnello Michael Howard, ha commissionato alcune statue raffiguranti Seabiscuit durante la sua carriera. Una delle due statue è stata intitolata "Morning Workout" (letteralmente "allenamento mattutino") e raffigura il leggendario cavallo montato da George Woolf durante una sessione di allenamento al Del Mar Thoroughbred Club in California (USA).

## Maggiori gare vinte
- Arlington Handicap (1932)
- Hawthorne Gold Cup Handicap (1932)
- Turfway Park Fall Championship (1932)
- Agua Caliente Handicap (1933)
- Santa Anita Handicap (1935)
- Preakness Stakes (1936)
- San Felipe Stakes (1937)
- Bay Meadows Handicap (1937, 1938)
- San Gabriel Handicap (1937, 1945)
- Havre de Grace Handicap (1938, 1939, 1940)
- Hollywood Gold Cup (1938, 1939, 1940)
- Pimlico Special (1938, 1940, 1942)
- Dwyer Stakes (1938)
- Duello contro War Admiral al Pimlico Grade (1938)
- Whitney Handicap (1940)
- Carter Handicap (1940, 1943)
- Hollywood Derby (1941)
- Aqueduct Handicap (1942)
- Jockey Club Gold Cup (1942)
- Brooklyn Handicap (1942)
- Lawrence Realization Stakes (1942, 1944)
- Saratoga Special Stakes (1942, 1944)
- American Derby (1942, 1943, 1944)
- Belmont Futurity Stakes (1942, 1943, 1944)
- Metropolitan Handicap (1943)
- Toboggan Handicap (1943)
- Coaching Club American Oaks (1943)
- Hopeful Stakes (1944)
- Beverly Handicap (1945)
- Black-Eyed Susan Stakes (1945)
- Santa Anita Derby (1945)

## Onorificenze
- National Museum of Racing and Hall of Fame 1955
- Canada's Sports Hall of Fame 1956
- Canadian Horse Racing Hall of Fame 1976
- George Woolf Memorial Jockey Award, gara istituita in suo onore al Santa Anita Park (California) dal 1950
- United States Racing Hall of Fame (1955)
- Statua in bronzo esposta al Santa Anita Park - Arcadia, California, USA.